# Мосх
Мосх (др.-греч. Μόσχος — буквально «телёнок», скорее всего, прозвище; Мосх Сиракузский) — древнегреческий поэт-буколик из Сиракуз, жил во II веке до н. э.
Ему приписывается несколько сохранившихся стихотворений, в том числе лирические любовные стихотворения «Эрос-беглец», «Европа», плач о буколике Бионе, эпиграмма на Эрота, сравнение жизни рыбака и сельского жителя (единственное собственно буколическое произведение) и несколько небольших эротических пьес. Большей частью сочинения Мосха печатаются в изданиях сочинений Биона и Феокрита.

## Издания и переводы
- Феокрит. Мосх. Бион. Идиллии и эпиграммы. / Пер. и комм. М. Е. Грабарь-Пассек // Серия «Литературные памятники». М.-Л.: Издательство АН СССР, 1958; 2-е изд., репр. М.: Ладомир-Наука. 1998.